# Раби аль-ахир
Раби́' аль-ахир (араб. ربيع الآخر‎, raˈbiːʕ ˈʔæːxɪr — последняя весна), или Раби́' ас-са́ни (араб. ربيع الثاني‎, raˈbiːʕ æθˈθæːniː — вторая весна), или Раби II — четвёртый месяц мусульманского лунного календаря. В «Энциклопедическом словаре Брокгауза и Ефрона» описывается как Реби-уль-ахир.

## Наступление
Исламский календарь является лунным и месяцы начинаются с появлением первого серпа новой луны. Так как лунный год короче солнечного на 11,5 дней, Раби ас-сани с каждым годом наступает раньше на 11 или 12 дней.

### 1 день
- 11 г.х. (27 июня 632 года) — выход мусульманской армии во главе с Усамой ибн Зейдом на север Аравийского полуострова для того, чтобы обезопасить границы Халифата от нападения римлян.
- 1046 г.х. (2 сентября 1636 года) победа персов над османами в битве «Мехран».

### 3 день
- 1251 г.х. (28 июля 1835 года) — Мухаммед Али-паша издал приказ о создании Службы древностей и Египетского музея.

### 19 день
- 583 г.х. (4 июля 1187 года) — Битва при Хаттине.